# Oberurnen

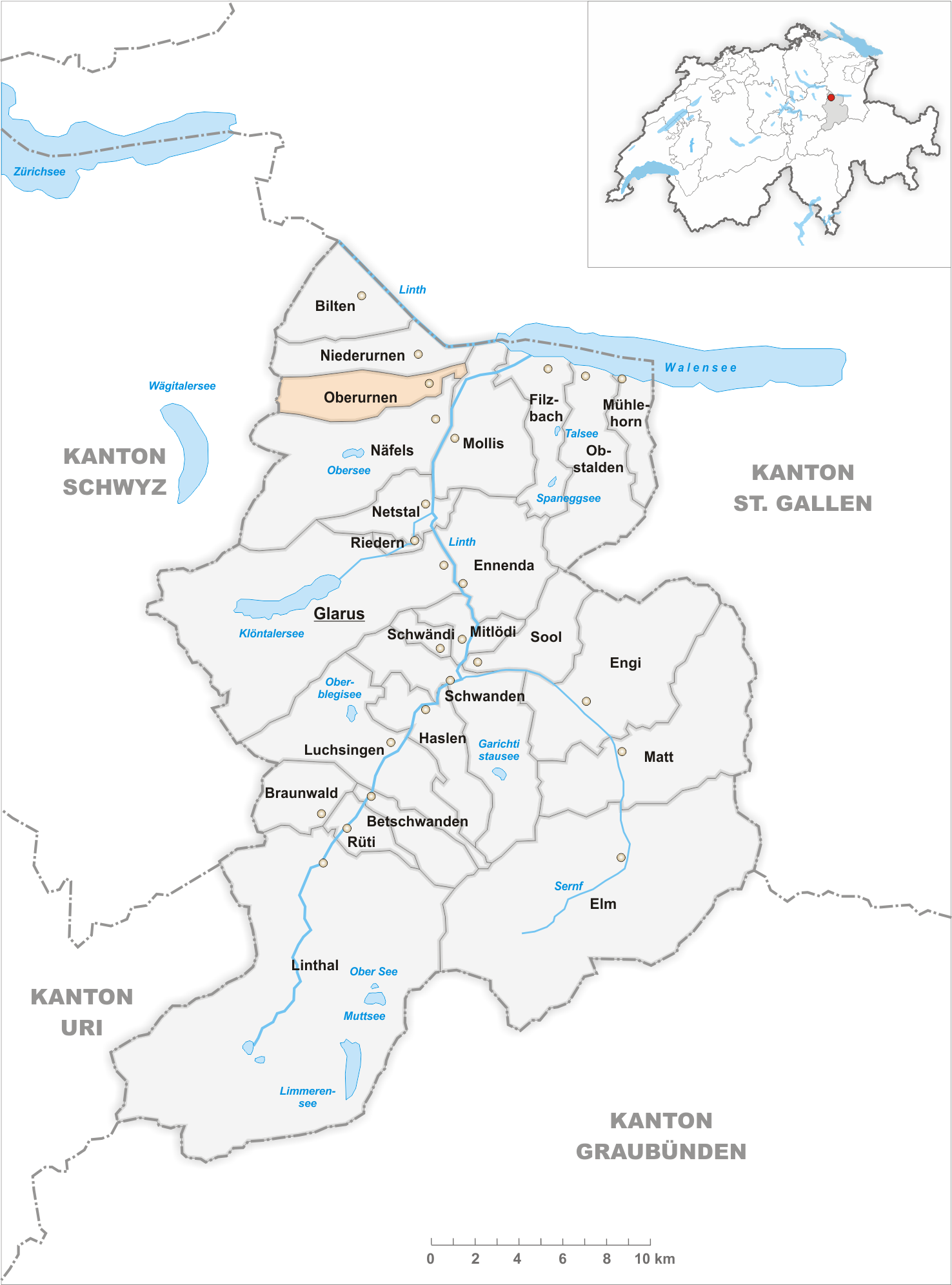
Gemeindestand vor der Fusion am 1. Januar 2011

Oberurnen ist eine ehemalige politische Gemeinde des Kantons Glarus in der Schweiz.
Das Dorf wurde im Rahmen der Glarner Gemeindereform auf den 1. Januar 2011 mit den Gemeinden Bilten, Filzbach, Mollis, Mühlehorn, Näfels, Niederurnen und Obstalden zur neuen Einheitsgemeinde Glarus Nord zusammengelegt.

## Geographie
Oberurnen liegt im unteren Teil des Kantons Glarus. Eine Umfahrungsautostrasse verhindert, dass der Verkehr nach Glarus durch das Dorf führt. Die Nachbargemeinden waren Niederurnen im Norden, Mollis im Osten, Näfels im Süden sowie die Schwyzer Gemeinden Innerthal im Südwesten und Schübelbach im Nordwesten.

## Bevölkerung
| Bevölkerungsentwicklung | Bevölkerungsentwicklung | Bevölkerungsentwicklung | Bevölkerungsentwicklung | Bevölkerungsentwicklung | Bevölkerungsentwicklung |
| ----------------------- | ----------------------- | ----------------------- | ----------------------- | ----------------------- | ----------------------- |
| Jahr                    | 1850                    | 1900                    | 1950                    | 2000                    | 2008                    |
| Einwohner               | 691                     | 862                     | 1'181                   | 1’811                   | 1'968                   |

### Sprachen
Die überwiegend gesprochene Sprache ist schweizerdeutsch. 

### Konfessionen
Wie Näfels schloss sich auch die Gemeinde Oberurnen nicht der Reformation an. Daher ist die Bevölkerungsmehrheit römisch-katholischer Konfession.

## Verkehr
Oberurnen ist gut an den öffentlichen Verkehr angebunden. Das Dorf ist mit dem Zug am Bahnhof Nieder- und Oberurnen der SBB oder mit dem Bus ab Ziegelbrücke erreichbar.
Nicht weit entfernt verläuft die Autobahn A3, die über den Anschluss Niederurnen (44) gute Verbindungen nach Zürich und Basel sowie nach Chur und Graubünden bietet.

## Weiteres

### Schulen, Hochschulen
Das Dorf verfügt über zwei Kindergärten, eine Primarschule und eine heilpädagogische Tagesschule.

### Sehenswürdigkeiten
Die Vorburg Oberurnen ist eine sehenswerte Burgruine aus dem 13. Jahrhundert.

### Wirtschaft
Das Dorf verfügt über eine Volg-Filiale und eine Metzgerei. 

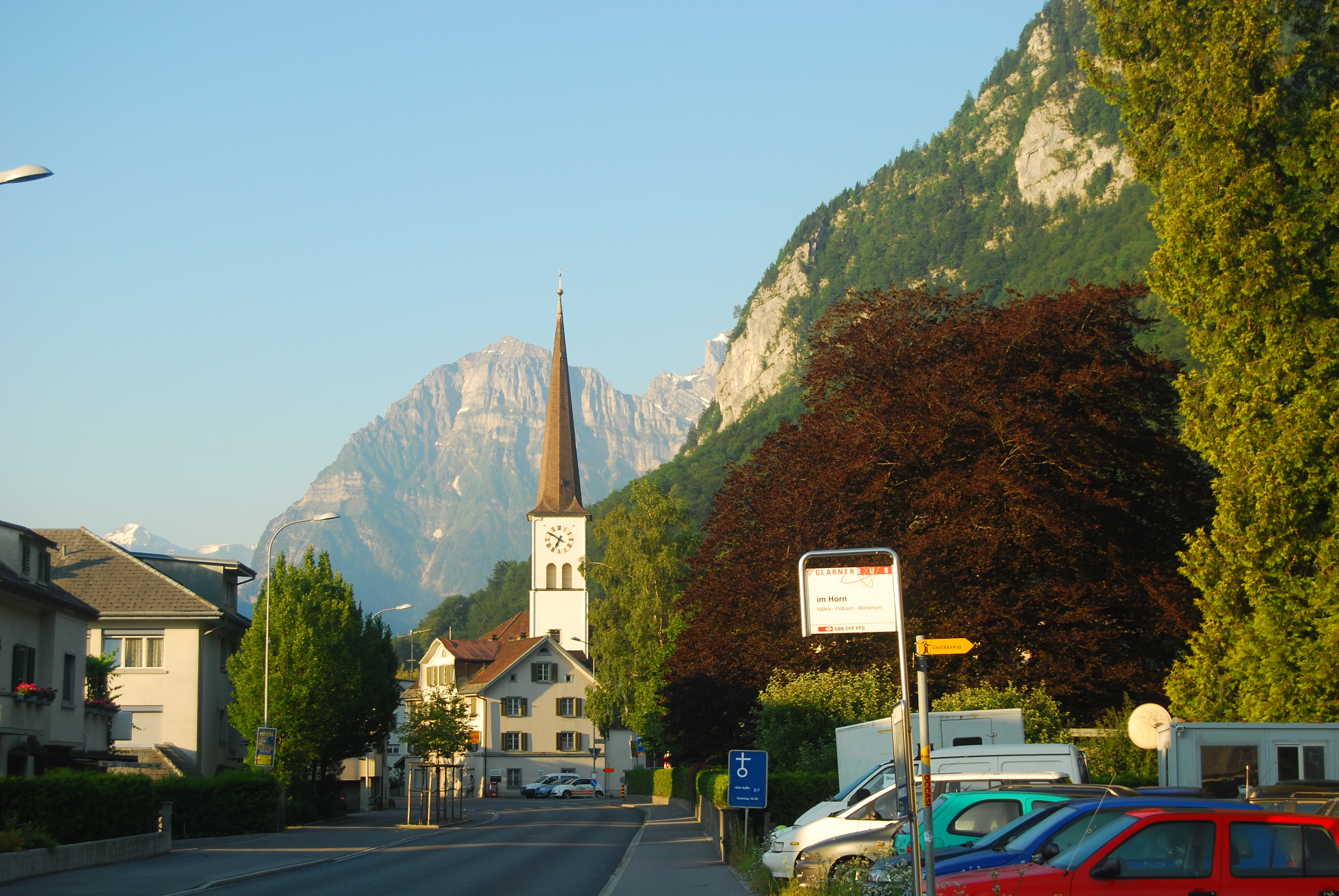
Kirche und Zentrum von Oberurnen
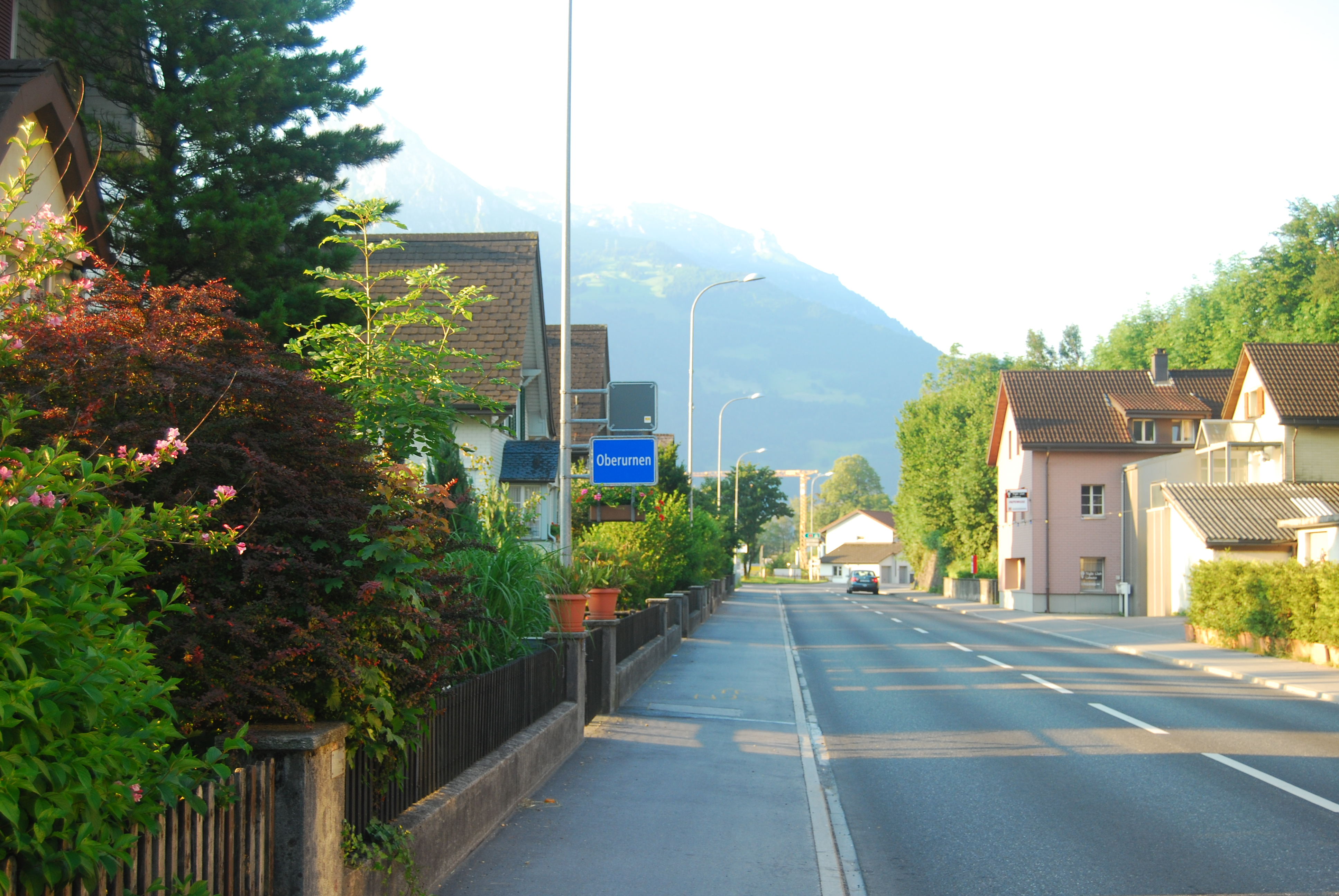
Dorfeingang von Oberurnen von Niederurnen her kommend
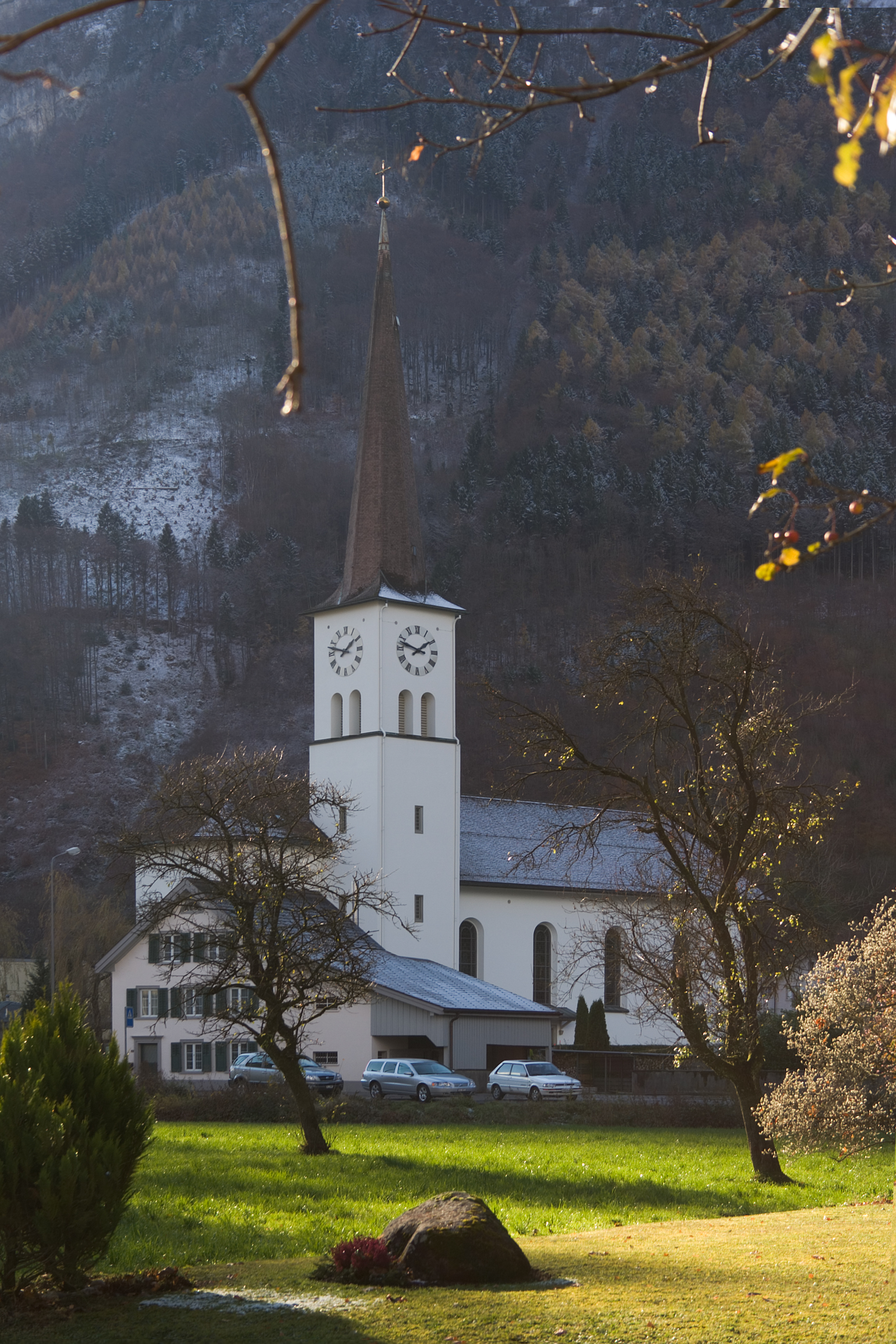
Kirche Oberurnen
Oberurnen, historisches Luftbild von 1919, aufgenommen aus 800 Metern Höhe von Walter Mittelholzer